# Casper Wijkman (1795–1830)
Casper Wijkman, född 31 augusti 1795 i Össeby-Garns socken, död 23 juni 1830 i Tensta socken, var en svensk lantbrukare och politiker.
Casper Wijkman var son till prosten Johan Wijkman och Anna Elisabeth Öhman samt brorson till Sven Caspersson Wijkman. Han tog värvning vid Svea artilleriregemente 1813, befordrades samma år till furir men erhöll 1814 avsked. Efter studier vid Uppsala universitet, där han blev filosofie magister 1818 och juris kandidat 1820, ägnade han sig åt jordbruk som hemmansägare i Vansta, Tensta socken. 
Vid riksdagen 1828–1830 var han ledamot av bondeståndet. Wijkman uppträdde här som en av oppositionspartiets talangfullaste talesmän och angrep häftigt regeringen bland annat för den så kallade skeppshandeln. Från regeringspartiets sida startades en aktion för att få Wijkman utesluten ur bondeståndet, varvid åberopades riksdagsordningens bestämmelse att den som innehaft ordinarie beställning i rikets tjänst inte kunde vara ledamot av bondeståndet. Wijkman skulle som försvarade sig, sekunderad av sina meningsfränder, att han under sin anställning varit omyndig och aldrig uppburit någon lön. Vid riksdagens avslutning var frågan ännu oavgjord. Under sin återfärd från riksdagen möttes Wijkman vid häradsgränsen av ett stort antal kommittenter, vilka anordnade en fest till hans ära. Händelsen gav anledning till en långvarig pressdiskussion och ansågs tyda på att oppositionspartiet, som legat under vid riksdagen, ägde folkoppositionens stöd. Kort därefter avled dock Wijkman.